# 鮎川なお
鮎川 なお（あゆかわ なお、1983年10月25日 - ）は、日本の元AV女優。

## プロフィール
- 出身地：大阪府
- 身長：153cm
- サイズ：B88cm(E-70)、W59cm、H85cm
- 靴のサイズ：23.5cm
- 血液型：A型
- 趣味：旅行、読書

## 略歴
- 直美という名前で2007年1月にオーロラプロジェクトからデビューし、5作を残した後、鮎川なおという芸名で各社からビデオを発売。特に2007年6月後半以降は、ハイペースでのリリースが続いている。

- 生年月日については、以前はプロフィールによっては1983年8月8日としているものもあったが[1]、現在は1983年10月25日に統一されている[2]。

- 2010年2月11日の晶エリー（旧大沢佑香）のイベントで3月中の引退を表明。

## 出演

### アダルトビデオ

#### 単独出演・共演作
2007年
- 制服が似合う素敵な娘13 直美 （1月27日、オーロラプロジェクト）
- 直美2 （2月24日、オーロラ・プロジェクト）
- LOVE FANTASY NAOMI （4月14日、オーロラ・プロジェクト）
- スクールガール 直美 （4月14日、オーロラ・プロジェクト）
- LOVE DOLL なおみ百式 （4月28日、オーロラ・プロジェクト）
- 高貴美少女学園04 （5月11日、プレステージ）
- REC 21 （6月13日、プレステージ）
- kawaii*girl 10 （6月25日、kawaii*）
- 制服美少女 （7月6日、Judge）
- 妹萌え日記 （7月13日、マルクス兄弟）
- 憧れの美巨乳女子校生 （7月24日、光夜蝶）
- 制服美少女に悪戯 （7月25日、イエロー）
- 制服美少女愛好家 （8月1日、ワンズファクトリー）
- 田舎女子高生 10 （8月1日、プレステージ）
- Tokyo 流儀 Special VOL.02 Kobe 流儀 41 （8月1日、プレステージ）
- R-18 なおみ（8月1日、GLAY'z）
- 女子校生援助しました。現役女子校生制服図鑑 なお （8月17日、メディアステーション）
- 強制猥褻 非合法ドラッグ （9月1日、ワンズファクトリー）
- イカセッぱっ 犠牲者 鮎川なお （9月7日、GLAY'z）
- ハイパーデジタルモザイクVol.065 （9月13日、MOODYZ）
- 超デジモ （9月18日、レアル・ワークス）
- 義母と妹 近親相姦 3 （9月21日、プレステージ）
- 制服美少女白書 1 なお （9月21日、プレステージ）
- ラブハメ 女子校生私的猥褻旅行 なお18歳 （9月21日、笠倉出版社）
- 美少女陵辱遊戯 （9月25日、ブリット）
- 素人なおみ21才 奈良県在住 （9月28日、I.B.WORKS）
- Sweet Devil Smile 小悪魔の微笑み （10月7日、ZONE）
- 実録・女子校生レイプ事件 （10月13日、MOODYZ）
- エロカワナース （10月19日、GLAY'z）
- Black MaxCafeへようこそ! （10月26日、マックス・エー）
- 狂おしき接吻と情交 新妻と義父 （11月8日、ヒビノ）
- 癒らし No42 （12月7日、アウダースジャパン）
- ボクの彼女に生中出しもちろん超デジモ （12月17日、レアル・ワークス）
- 美しい彼女 なお （12月19日、エムズビデオグループ）
- 就職活動 鮎川なお 完全版 （12月21日、メディアステーション）
- ザーメン潮吹き大乱交 （12月25日、BEAUTY）
- Beauty Style 31 （12月25日、イエロー）
- 家出美少女 （12月28日、マックス・エー）

2008年
- 輪姦生中出し20連発 （1月1日、ワンズファクトリー）
- 鮎川なおの極上ソープご奉仕天国 180分コスプレスペシャル （1月5日、SODクリエイト）
- 美乳、放尿×プレミアデジタルモザイク （1月7日、プレミアム）
- 恥ずかしいコト。Rebirth　悪戯　鮎川なお (1月11日、アウダースジャパン）
- 鬼イカセ失禁イラマチオぶっかけ電流FUCK （1月13日、MOODYZ）
- イカせ痴漢トランス 鮎川なお （1月13日、マルクス兄弟）
- 小悪魔的痴女 鮎川なお 完全版 （1月18日、メディアステーション）
- 君を犯したい 鮎川なお （2月7日、アイエナジー）
- 美脚×ローライズ短パン×露出デート （2月13日、マルクス兄弟）
- 痴漢を妄想する少女 （2月15日、ワープエンタテインメント）
- レズ解禁 イカセ4時間生中出し 鮎川なお （2月18日、ケイ・エム・プロデュース）
- ぶっかけ中出しテカテカFUCK 5 鮎川なお （3月6日、アイエナジー）
- MAX ピンクファイル あのピンクファイルで魅せる! 鮎川なお （3月14日、マックス・エー）
- イカせ!電マ悶絶!そして潮吹きFUCK! 鮎川なお （4月4日、サディスティックヴィレッジ）
- EVAN 綾○レイ 鮎川なお （4月4日、イフリート）
- 新任女教師 中出し20連発 鮎川なお （4月4日、アイエナジー）
- 「女の口は嘘をつく。」 雌女ANTHOLOGY ＃056 鮎川なお （4月4日、アウダースジャパン）
- SEX FRIENDS 鮎川なお （4月13日、オーロラプロジェクト・アネックス）
- 会員制高級ソープ 鮎川なお （4月18日、GLAY'z）
- 鬼イカセ 鮎川なお （4月18日、レアル・ワークス）
- CHARISMA☆MODEL 鮎川なお （4月19日、kira☆kira）
- Fuck’in☆Star ビッ痴女アナル舐め! 鮎川なお （4月21日、h.m.p）
- 僕の上司はツンデレ痴女 女弁護士編 鮎川なお （5月13日、マルクス兄弟）
- ノーモザイク 鮎川なお （5月13日、カルマ）
- 極嬢 鮎川なお （5月19日、イエロー）
- みるスポ! 鮎川なお （5月19日、みるきぃぷりん♪）
- ドリームウーマン65 鮎川なお （6月1日、MOODYZ）
- キス奴隷! 唇・唾液・舌、吸いまくり。 （6月5日、サディスティックヴィレッジ）
- 恥ずかしいコト。Rebirth　悪戯　通常版　鮎川なお （6月6日、アウダースジャパン）
- メイド in Prin 鮎川なお （6月13日、みるきぃぷりん♪）
- 団地妻の憂い 鮎川なお （6月19日、アイエナジー）
- Inside Putting Out バーチャルリアル痴女 鮎川なお （6月19日、ディープス）
- オール生中出し 【制服】超デジモスペシャル 鮎川なお （6月20日、レアル・ワークス）
- RUSH 美少女嬲り 鮎川なお （6月28日、オーロラ）
- 初解禁!黒人極太FUCK&真性ナマ中出し! 鮎川なお （7月17日、サディスティックヴィレッジ）
- 小悪魔スタイル×天使スタイル 鮎川なお （7月17日、アイエナジー）
- 責め痴女 鮎川なお （7月18日、レアル・ワークス）
- スポ☆コス 鮎川なお （7月18日、笠倉出版社）
- 完全ツンデレM 鮎川なお （7月19日、ドグマ）
- 極選!完全天然Eカップ貴乳!! （7月19日、みるきぃぷりん♪）
- 接吻コントロール 鮎川なお （8月5日、ワープエンタテインメント）
- 人のチンポコを笑うな 鮎川なお （8月19日、ドグマ）
- ショウタロウ君はアタシ専用の弟ロボット 鮎川なお （8月21日、アイエナジー）
- HARENCHI COLLECTION 鮎川なお （9月13日、マルクス兄弟）
- 業界NO.1の悩殺腰使いアイドル 鮎川なお （9月18日、アイエナジー）
- オナニー パラノイア 鮎川なお （9月19日、ドグマ）
- W絶品ボディ 瀬織さら 鮎川なお （10月1日、MOODYZ）
- 拘束椅子Lbian 紅音ほたる 鮎川なお （10月13日、ドグマ）
- 男女の身体が入れ替わる赤い糸 鮎川なお （10月23日、アイエナジー）
- CHARISMA☆MODEL　鮎川なお (10月24日、kira☆kira)
- 初めての、ショートカット 鮎川なお （10月25日、kawaii*）
- 放尿痴女 鮎川なお （11月1日、AVS）
- 逆ストーカー3 （11月6日、グローリークエスト）
- ものすごい失禁 vol.2 鮎川なお （11月20日、アイエナジー）
- 癒らし。 鮎川なお （11月22日、アウダースジャパン） ※AVグランプリ2009 エントリー作品
- 再会・求め合いSEX! 鮎川なお （11月22日、オーロラプロジェクト・アネックス）
- kawaii*女学園パラダイス・美少女14人が学校でセックchu・4時間 （11月22日、kawaii*）
- 超絶品ボディSPECIAL 竹内あい 水城奈緒 百瀬涼 鮎川なお （12月1日、MOODYZ）
- 保母さんヒミツのお遊戯 人妻 鮎川なお （12月4日、アイエナジー）
- kawaii*girl special 橘ゆめみ 鮎川なお （12月25日、kawaii*）

2009年
- 淫らな美尻 鮎川なお （1月1日、MOODYZ）
- 禁断の社長室 （1月9日、アウダースジャパン）
- DOKIレズ 30 （1月9日、アウダースジャパン）
- ハメられた美巨乳秘書 鮎川なお （1月19日、エムズビデオグループ）
- ハード・イラマファッカー イラマチオ4連発・拘束椅子・ガチンコSEX4連発 （1月19日、ドグマ）
- 喪服未亡人の疼き 鮎川なお （1月22日、アイエナジー）
- 青春エロドラマ オレのアネキとヤラないか? （3月5日、グローリークエスト）
- 制服レズビアン （3月13日、MOODYZ）
- 二重奏～痴女と恥女が交錯するEROS～ 鮎川なお （3月19日、ミル）
- 超☆制服トランス 鮎川なお （4月1日、ワンズファクトリー）
- エリート生保レディのお仕事 鮎川なお （4月4日、アイエナジー）
- ギャルメン♂♀スクールパラダイス (4月4日、SODクリエイト)
- 絶対中出し出来る痴女クリニック 鮎川なお （4月13日、マルクス兄弟）
- 白目をむいてイッちゃった 鮎川なお （4月19日、乱丸）
- レズビアン女子校生 （4月19日、アンナと花子）
- ヒップ大好きしょう太くんのHなイタズラ　鮎川なおのセクシーアイドル編 （5月1日、グローリークエスト）
- チンポコ・マグニチュード　ボッキ・チンポコ男だって潮吹きアクメ　鮎川なお （5月19日、ドグマ）
- 失禁三昧　鮎川なお （5月19日、AVS　collector’s）
- 極嬢GIRLS  (5月19日、YeLLOW（イエロー））
- A→HIP　魅惑のオシリーナ （5月19日、ROOKIE）
- 女教師と女子高生 夢の二股生活 （6月1日、MOODYZ）
- 麗しの奥さん　1　鮎川なお　上品な奥さんの淫らな性癖 （6月4日、アイエナジー）
- 巨乳コギャルズ学園 （6月19日、YeLLOW（イエロー）
- 鬼イカセ×口淫イラマチオ （8月1日、ワンズファクトリー）
- 鮎川なおのソープしちゃうぞ● （8月21日、クリスタル映像）
- ヒロインがまん顔　超捜戦隊サバイバーファイブ　ゴルゴン兄弟の復讐 （9月11日、GIGA（ギガ））
- 世界で一番大きなチンポを持つ男のSEX （9月19日、ROOKIE）
- 溺酔ベロベロ接吻痴女　鮎川なお （10月13日、MOODYZ）
- 密室脳内レイプ　鮎川なお （10月19日、ドグマ）
- 超巨尻乱交 （10月19日、YeLLOW（イエロー）
- 記録　04 なお　(11月27日、ゴーゴーズ)
- キミの1日ボクが買います。　鮎川なお （11月27日、青空ソフト）
- 美　FIRST　ANNIVERSARY　綺麗なお姉さん達に犯されたい　紗奈　大塚咲　今野梨乃　鮎川なお　星野あかり （12月25日、美）
- ぶっかけ中出し輪姦100連発　鮎川なお （12月25日、ダス！）

2010年
- In　your　room　10　僕と彼女と彼女の部屋で　鮎川なお　（1月8日、ゴーゴーズ）
- 女子高生は顔射マニア！DX　鮎川なお　愛音まひろ　Ciao （2月25日、美）　競演愛音まひろ、Ciao
- 引退。　鮎川なお （4月13日、MOODYZ）

#### ベスト
2008年
- Pink Diamond 鮎川なお （2月8日、GLAY'z）
- Maximum 鮎川なお （2月22日、メディアステーション）
- Perfect　Collection　鮎川なお　完全版 (6月1日、ワンズファクトリー）
- REAL　STARS　鮎川なお　BEST　4時間 (9月19日、レアル・ワークス）
- 鮎川なお　PREMIUM　BEST　2枚組8時間 (9月26日、トータル・メディア・エージェンシー（TMA））
- Best　of　鮎川なお (11月21日、アウダースジャパン）
- NAOMANIAX　鮎川なお作品集 （12月18日、サディスティックヴィレッジ）

2009年
- Maximum 鮎川なお second （1月23日、メディアステーション）
- 鮎川なおBEST8時間 （6月1日、MOODYZ）
- 鮎川なおスペシャル　完全永久保存版 （9月19日、アイエナジー）
- オーロラプロジェクト鮎川なおコレクション （11月25日、オーロラ・プロジェクト）
- 鮎川なおコレクターズエディション　4時間 （1月13日、マルクス兄弟）
- 鮎川なおスペシャル　2　完全永久保存版 （1月21日、アイエナジー）

2011年
- ノーカット　鮎川なお　2枚組8時間 （NIRVANA、12月1日）

2013年
- 鮎川なお　8時間 （ワンズファクトリー、6月1日）
- あの時の君に会いたい。鮎川なお　2枚組8時間 （トータル・メディア・エージェンシー（TMA）、6月7日）

#### オムニバス
2007年
- 生中出し女子校生 4 (5月25日、メディアステーション)
- PORNOGRAPH　No24 (6月2日、HMJM)
- 生中出し女子校生 4時間 3 (6月18日、メディアステーション)
- 特選!! S級素人ギャルコレクション 5 (6月22日、メディアステーション)
- S級女優マン圧チェックSPECIAL (11月2日、GLAY'z)
- FOXY LADIES　No23 (11月10日、ラストラス)
- ヌルヌル巨乳ローションMAX (11月16日、TMA）
- しゃぶらせて! (11月16日、レアル・ワークス)
- 女子校生淫行中出しFUCK 10人240分 (11月22日、ワンズファクトリー)
- HIGHSOCKS SCHOOLGIRL プレミアム (12月1日、笠倉出版社) ※AVグランプリ2008 グランプリステージ エントリー作品
- エキサイト エアーセックス (12月1日、NIRVANA) ※AVグランプリ2008 マニアステージ エントリー作品
- 女子校生淫行中出しFUCK 10人240分 (12月1日、ワンズファクトリー)
- MAX GIRLS exciting (12月14日、マックス・エー)
- 競泳水着の痴女たち (12月20日、GLAY'z)
- 秘密のダイアリー (12月19日、プレステージ)

2008年
- HIP&SEX (1月1日、ワンズファクトリー)
- 新・素人女子校生［CLASS－A］ 2 (1月11日、ビッグモーカル)
- 手コキでベロちゅ～ (1月25日、イエロー)
- 極イカセ (1月28日、笠倉出版社)
- 官能小説朗読オナニー (2月19日、イエロー)
- アンダースコートしか見たくない! 4時間 (2月22日、TMA)
- 夜の女子校生 3 (2月22日、ビッグモーカル)
- 接吻や乳首を舐められながら手コキされた僕。 2 (3月1日、ワンズファクトリー)
- 中に出してと彼女は言った (3月14日、ビッグモーカル)
- お兄ちゃん大好き 可愛い妹とのラブラブ生活 4時間 (4月1日、ワンズファクトリー)
- おそうじフェラMUSEUM4時間 (4月1日、NIRVANA)
- 黒髪女子校生 7 (4月11日、ビッグモーカル)
- HIGH SOCKS SCHOOL GIRL PREMIUM (5月30日、笠倉出版社)
- ボンテージ娘しか見たくない! 4時間 (6月13日、TMA)
- イッたばかりのチンポを強制連続発射! (6月13日、マルクス兄弟)
- 黒ストッキング限定 (6月20日、GLAY'z)
- 24人の乳もみインタビュー 4時間 2 (6月20日、TMA)
- 騎上位4時間 (6月25日、BEAUTY)
- フェラチオ4時間 (6月25日、BEAUTY)
- S-BODY Factory 2枚組8時間 (7月25日、TMA)
- kira☆kira HIGH SCHOOL GALS Vol.5 (8月19日、kira☆kira)
- みやすのんき 妄想エロ漫画AV メイド探偵亜美 （9月13日 MOODYZ）
- CFNM◆働くお姉さん (10月15日、ワープエンタテインメント)
- 添い寝 (11月22日、しのだプロジェクト)

2009年
- 派遣社員OLのSEXコレクション (1月16日、レアル・ワークス)
- 即日AV女優 03 （3月20日、レアル・ワークス）
- メガザーメン一発大量顔射 2 （3月20日、レアル・ワークス）
- 【東京ギャル中出し痴女】 （4月17日、ケイ・エム・プロデュース）
- A→HIP 魅惑のオシリーナ (5月19日、ROOKIE)
- 最高のアナル舐め手コキ (6月1日、ワンズファクトリー)

2010年
- ソープしちゃうぞ◆ THE BEST（8月13日、クリスタル映像）

### テレビ
- 嬢王3 ~Special Edition~ 第2話（2010年10月14日、テレビ東京）